# Хайде (Вайскайсель)

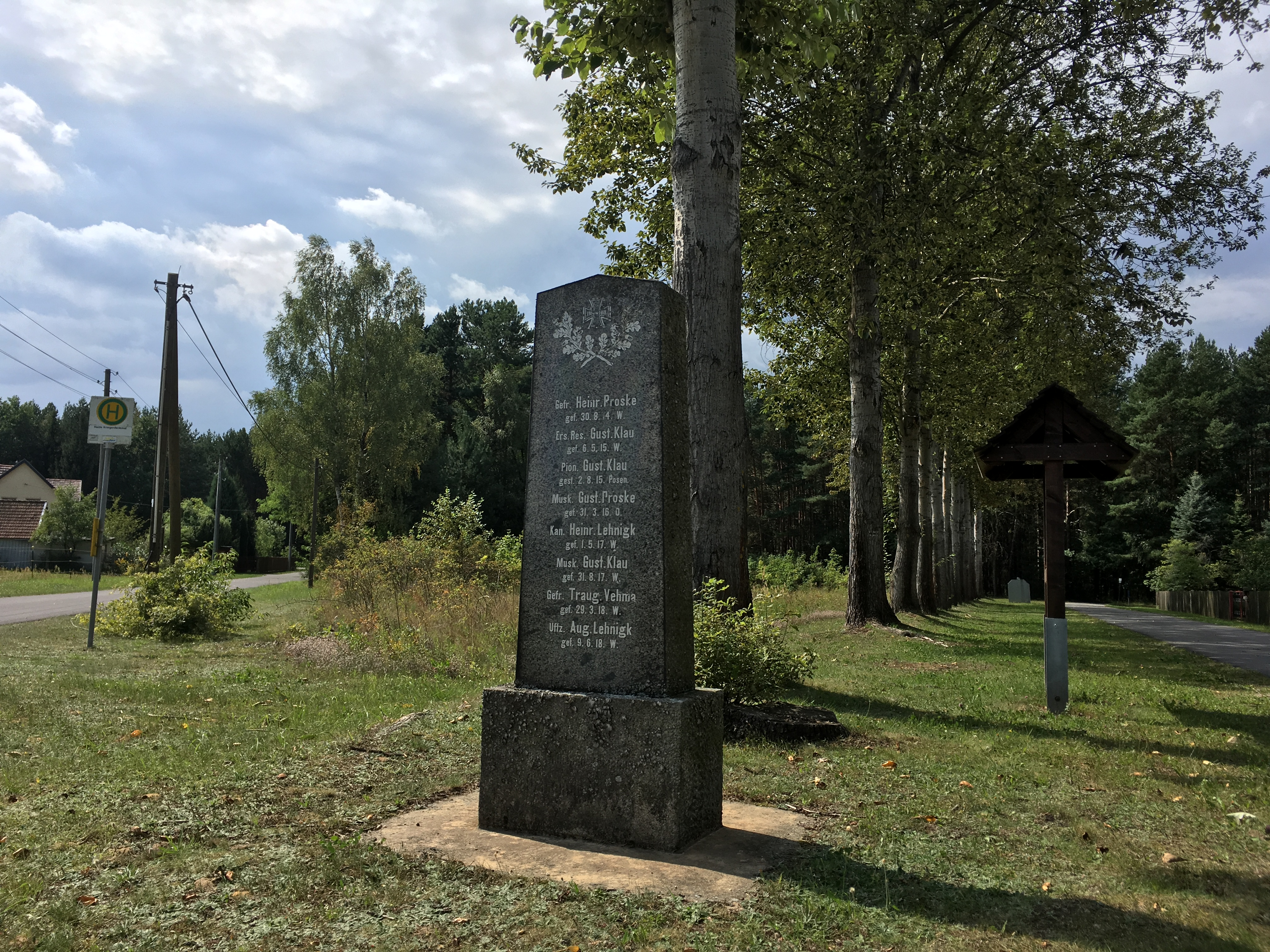
Памятник погибшим в Первой мировой войне

Ха́йде или Го́ла (нем. Haide; в.-луж. Hola) — сельский населённый пункт коммуны Вайскайсель, район Гёрлиц, федеральная земля Саксония, Германия.

## География
Населённый пункт расположен на территории биосферного заповедника «Мускауэр-Хайде» на северной границе военного полигона «Верхняя Лужица». Деревня окружена полигоном с востока, юга и запада. Непосредственно на юго-востоке деревни находятся комендатура полигона «Kommandatur Haide» и казармы.
На востоке от деревни проходит автомобильная дорога B115 (участок Вайскайсель — Ричен) и на западе — железнодорожная линия Берлин — Гёрлиц (участок Вайсвассер — Ричен). На западе от деревни находится Кутовское озеро (Kutowski jĕzor). Соседний населённый пункт: на севере — деревня и административный центр коммуны Вайскайсель.

## История
Впервые деревня упоминается в 1704 году под наименованием «Heyde». После Венского конгресса населённый пункт в 1815 году перешёл в состав Пруссии. С 1816 года находилась в составе района Ротенбург. В 1974 году вошла в коммуну Вайскайсель.
В настоящее время входит в состав культурно-территориальной автономии «Лужицкая поселенческая область», на территории которой действуют законодательные акты земель Саксонии и Бранденбурга, содействующие сохранению лужицких языков и культуры лужичан.
Исторические немецкие наименования:
- Heyde, 1704
- Heyde-Vorwerg, 1753
- Heyda, 1791
- Haide, Heyde, 1831

Исторические серболужицкие наименования
- Hohla, 1800
- Gulla, 1831
- Hola, 1843

## Население
Официальным языком в населённом пункте, помимо немецкого, является также верхнелужицкий язык.
Согласно статистическому сочинению «Dodawki k statisticy a etnografiji łužickich Serbow» Арношта Муки в 1884 году в деревне проживало 149 жителей (все без исключения лужичане).
Лужицкий демограф Арношт Черник в своём сочинении «Die Entwicklung der sorbischen Bevölkerung» указывает, что в 1956 году при общей численности в 219 жителей серболужицкое население деревни составляло 42,9 % (из них 48 взрослых владели активно верхнелужицким языком, 26 взрослых — пассивно; 20 несовершеннолетних свободно владели языком).
| 1825 | 1871 | 1885 | 1905 | 1925 | 1939 | 1946 | 1950 | 1964 | 1990 |
| ---- | ---- | ---- | ---- | ---- | ---- | ---- | ---- | ---- | ---- |
| 122  | 135  | 121  | 142  | 188  | 161  | 210  | 236  | 209  | 127  |